# Dugovratke
Dugovratke (lat. Raphidioptera), red holometabolnih kukaca koji ime dobivaju po dugom 'vratu', odnosno produženim prsima. Prolaze sve faze razvoja (preobrazbe), jaje, ličinka, kukuiljica, imago. 
Dugovratke imaju dva para mrežastih krila pa su nekada klasificirani zajedno s muljarima u nadred mrežokrilaša (Neuropteroida). Grabežljivci su i ličinke koje imaju velike glave s izbočenim čeljustima i odrasli kukci.
Poznato je i priznato preko 240 vrsta.

## Podjela
- Raphidiidae
- Inocelliidae Navás
- Mesoraphidiidae Martynov, 1925 †

## Vanjske poveznice
- Order RAPHIDIOPTERA (Snakeflies)

|  | Zajednički poslužitelj ima još gradiva o temi Raphidioptera |
|  | Wikivrste imaju podatke o taksonu Raphidioptera             |